# Regioni del Marocco

Suddivisione amministrativa del Marocco.

Le regioni del Marocco sono la suddivisione territoriale di primo livello del Paese e sono pari a 12; ciascuna di esse si suddivide ulteriormente in province e prefetture.
Ogni regione è governata da un Wali, su nomina del Re del Marocco, e da un presidente democraticamente eletto dal 2015.

## Descrizione
Dal 2010 il Marocco ha avviato un nuovo programma (regionalizzazione avanzata), volto a dare una maggiore autonomia per le regioni (in particolare quelle del Sahara Occidentale), ulteriormente elaborata a seguito della riforma costituzionale del 2011 (approvato da un referendum). La nuova suddivisione è andato in vigore dal 2015, suddivisa in 12 regioni.
Il nuovo programma governativo ha puntato a dare ciascuna delle regioni una maggiore autonomia (in parte ispirato alle comunità autonome spagnole), in particolare alle regioni pienamente coincidenti con il Sahara Occidentale. Così è stata costituita la Commissione consultiva per la regionalizzazione, un'organizzazione governativa istituita nel 2011 per affrontare questo argomento. La commissione ha pubblicato i nomi delle nuove regioni, che sono stati ufficialmente fissati nella locale gazzetta ufficiale del 5 marzo 2015.

## Lista

Regioni del Marocco dal 2015

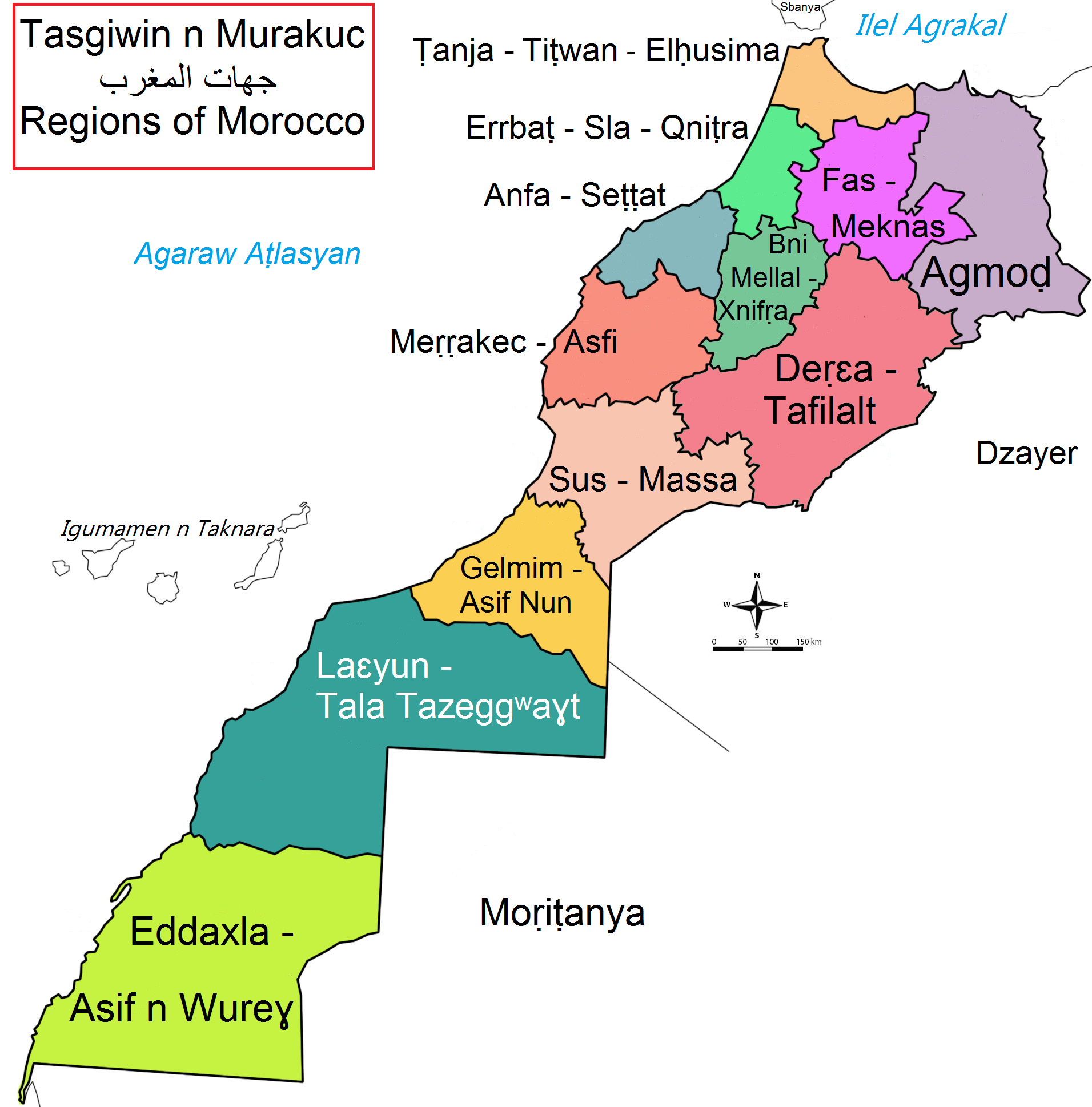
Regioni del Marocco in berbero in alfabeto latino

| Mappa | Regione                    | Capoluogo     | Popolazione (2014) | Superficie (km²) | Istituzione |
| ----- | -------------------------- | ------------- | ------------------ | ---------------- | ----------- |
|       | Béni Mellal-Khénifra       | Béni Mellal   | 2 520 776          | 33 208           |             |
|       | Casablanca-Settat          | Casablanca    | 6 861 739          | 20 166           |             |
|       | Dakhla-Oued Ed Dahab       | Dakhla        | 142 955            | 142 865          | 2015        |
|       | Drâa-Tafilalet             | Al-Rashidiyya | 1 635 008          | 105 383          |             |
|       | Fès-Meknès                 | Fès           | 4 236 892          | 47 705           |             |
|       | Guelmim-Oued Noun          | Guelmim       | 433 757            | 64 473           |             |
|       | Laâyoune-Sakia El Hamra    | Laâyoune      | 367 758            | 121 219          |             |
|       | Marrakech-Safi             | Marrakech     | 4 520 569          | 38 445           |             |
|       | Rabat-Salé-Kénitra         | Rabat         | 4 580 866          | 18 385           |             |
|       | Regione Orientale          | Oujda         | 2 314 346          | 82 820           |             |
|       | Souss-Massa                | Agadir        | 2 676 847          | 51 642           |             |
|       | Tangeri-Tetouan-Al Hoceima | Tangeri       | 3 556 729          | 15 090           |             |

## Evoluzione storica

### Dal 1971 al 1997
Dal 1971 al 1997 il Marocco risultava suddiviso in 7 regioni.
| Regione     | Popolazione (1994) | Superficie (km²) |
| ----------- | ------------------ | ---------------- |
| Centrale    | 6 931 418          | 41 500           |
| Centro-Nord | 3 042 310          | 43 950           |
| Centro-Sud  | 1 903 790          | 79 210           |
| Nord-Ovest  | 5 646 716          | 29 955           |
| Orientale   | 1 768 691          | 82 820           |
| Sud         | 3 234 024          | 394 970          |
| Tansift     | 3 546 768          | 38 445           |

### Dal 1997 al 2015

Regioni del Marocco dal 1997 al 2015

Nel 1997, nell'ambito di un progressivo decentramento amministrativo, il numero di regioni è passato a 16. 
Ogni regione era governata da un Wali: ha fatto eccezione la regione di Tangeri-Tétouan, che era governata da 2 Wali (uno nella zona di Tangeri e uno nella zona di Tétouan); quindi erano in totale 17 Wali. Il Wali, oltre a governare la regione, era anche a capo dell'amministrazione della prefettura o provincia in cui risiede.
| Localizzazione | Regione                          | Capoluogo   | Popolazione (2004) | Superficie (km²) |
| -------------- | -------------------------------- | ----------- | ------------------ | ---------------- |
|                | Chaouia-Ouardigha                | Settat      | 1 655 660          | 7 010            |
|                | Doukkala-Abda                    | Safi        | 1 984 039          | 13 285           |
|                | Fès-Boulemane                    | Fès         | 1 573 055          | 19 795           |
|                | Gharb-Chrarda-Béni Hssen         | Kenitra     | 1 859 540          | 8 805            |
|                | Grande Casablanca                | Casablanca  | 3 631 061          | 1 615            |
|                | Guelmim-Es Semara                | Guelmim     | 462 410            | 122 825          |
|                | Laâyoune-Boujdour-Sakia El Hamra | Laâyoune    | 256 152            | 139 480          |
|                | Marrakech-Tensift-El Haouz       | Marrakech   | 3 102 652          | 31 160           |
|                | Meknès-Tafilalet                 | Meknès      | 2 141 527          | 79 210           |
|                | Oued Ed-Dahab-Lagouira           | Dakhla      | 99 367             | 50 880           |
|                | Regione Orientale                | Oujda       | 1 918 094          | 82 900           |
|                | Rabat-Salé-Zemmour-Zaer          | Rabat       | 2 366 494          | 9 580            |
|                | Souss-Massa-Draâ                 | Agadir      | 3 113 653          | 70 880           |
|                | Tadla-Azilal                     | Béni Mellal | 1 450 519          | 17 125           |
|                | Tangeri-Tétouan                  | Tangeri     | 2 470 372          | 11 570           |
|                | Taza-Al Hoceima-Taounate         | Al-Hoseyma  | 1 807 113          | 24 155           |